# 전성환 (농구 선수)
전성환(1997년 12월 16일 ~)은 한국프로농구 고양 오리온 오리온스 소속 농구 선수이다. 2019년 KBL 드래프트에서 전체 4순위로 고양 오리온 오리온스에 지명되었다.

## 아마추어 시절
계성고등학교를 졸업하고 상명대학교에 입학하였다. 입학후부터 줄곧 주전 포인트가드로 활약하였다. 3학년부터 이름이 알려지기 시작하였고, 4학년때는 팀 주장이자 에이스로 활약하였다. 선수가 많이 않은 상명대학교에서 거의 매 경기 풀타임을 뛰면서 팀의 플레이오프를 이끌기도 하였다. 신인드래프트에 나오는 선수들중에서는 정통 포인트가드에 가장 가까운 선수로 평가받았으며, 당해 신인드래프트에 센터 Big4가 나오기 때문에 1라운드 중후반으로 예상되었으나, 고양 오리온 오리온스의 현 상황에 맞물려 1라운드 4라운드에 지명되었다.

## 고양 오리온 오리온스시절
2019년 KBL 신인드래프트에서 1라운드 4순위로 고양 오리온 오리온스에 지명되었다.
11월 10일 안양 KGC인삼공사와의 경기에서 데뷔전을 치뤘으며, 데뷔전에서 21분 7초동안 3득점 3리바운드 6어시스트 1스틸을 기록하였고, 멋진 패스도 여러번 보여주었다. 다만 턴오버가 무려 6개나 나왔다.

## 학력
- 대구해서초등학교
- 계성중학교
- 계성고등학교
- 상명대학교

## 경력
- 2019년 ~ 현재 : 고양 오리온 오리온스 (2019년 1라운드 4순위)